# Serologie
Serologia este știința care studiază serul și celelalte fluide corporale. În practică, termenul se referă de obicei la identificarea diagnostică a anticorpilor din ser. Astfel de anticorpi se formează de obicei ca răspuns la o infecție (împotriva unui anumit microorganism), împotriva altor proteine străine (ca răspuns, de exemplu, la o transfuzie de sânge nepotrivită) sau împotriva propriilor proteine (în cazurile de boală autoimună). 